# Emilio Lehmberg
Emilio Lehmberg "Ruiz" (født 9. november 1905 i Malaga, Spanien - død 24. august 1959) var en spansk komponist og violinist.
Lehmberg studerede komposition og violin på Musikkonservatoriet i Malaga og på Musikkonservatoriet i Madrid. Han har skrevet en symfoni, orkesterværker, kammermusik, vokalværker, klaverstykker og musik til teatret og til film.
Han levede som professionel violinist og spillede i Madrid Symfoniorkester.

## Udvalgte værker
- Symfoni (1959) - for orkester
- Andalusisk suite (1942) - for orkester